# 前田環
前田 環（まえだ たまき、1972年4月1日 - ）は、日本のフリーアナウンサー。タイムリーオフィス所属。

## 来歴
埼玉県出身。大学在学時から芸能活動をしていたが、その当時はタイムリーオフィスとは別の芸能事務所に所属していた。
後に結婚。そして2009年12月に長男が誕生し、1児の母になる。
夫の転勤により、2011年4月から2年間は福岡県で生活していた。その間は同エリアを生活拠点としつつも、仕事があるときに東京都へ戻るというスタイルを取っていた。

## 出演
脚注の無いデータは、2002年当時の前田環公式サイトに掲載されていたプロフィールからの参考。

### テレビドラマ
- 火曜サスペンス劇場 逆転有罪（日本テレビ、2000年）
- はるちゃん 5（東海テレビ、2001年）
- 愛するために愛されたい 第7話（TBS、2003年） - アナウンサー 役[11]
- 仮面ライダー剣（テレビ朝日） - アナウンサー 役[11]

### テレビ番組
- 番組宣伝スポット（NHK） - ナレーター
- 日本のエネルギー（朝日ニュースター） - ナレーター
- ぷろむな〜ど川口（テレビ埼玉） - リポーター、ナレーター[12]
- 東京マーケット情報（東京MXテレビ） - ニュースアナウンサー
- 江戸川いい店（江戸川ケーブルテレビ）
- わたしとあなたのクラブ活動（ケーブルネット埼玉）
- 第54・55・56回日本推理作家協会賞受賞パーティー（ミステリーチャンネル）[11] - インタビュアー[12]
- 耳鼻咽喉科（スカイパーフェクTV! ケアネットTV・メディカルCh.）
- 郵政大学校中央郵政研修所からのお知らせ（Psat KUNITACHI）
- 嗚呼!バラ色の珍生!!（日本テレビ）[11]
- とくダネ!発 GO-ガイ!（フジテレビ） - 客室乗務員 役[11]
- NEWS WAVE ちば（千葉テレビ） - 土曜・日曜キャスター[12]
- テレマップ（NHK） - リポーター[12]
- 1230アッと!!ハマランチョ（テレビ神奈川） - インフォマーシャルリポーター[12]
- デイリー葛飾（葛飾ケーブルネットワーク） - キャスター[12]
- 莫邦富的視点（TOKYO MX）[1]

### ラジオ番組
- 夢ゲッチュ（かつしかFM） - パーソナリティ
- おしゃべりマッチ タイムリー（かつしかFM） - パーソナリティ[11]

### ネット配信番組
- Cafe de Tamaki〜環珈琲店〜（TXB-イルカチャンネル）

### テレビCM
- ヤクルト - ヤクルトレディ 役
- 明治乳業「明治おいしい牛乳」カウガール編 - リポーター 役[11]

### ラジオCM
- 浦和ロイヤルパインズホテル（FM NACK5）
- 省エネルギー庁からのお知らせ 毛利衛編・国仲涼子編[11]
- 省エネルギーセンター[1]
- 近藤不動産[11]
- 近藤建設[1]